# Іонізатор повітря

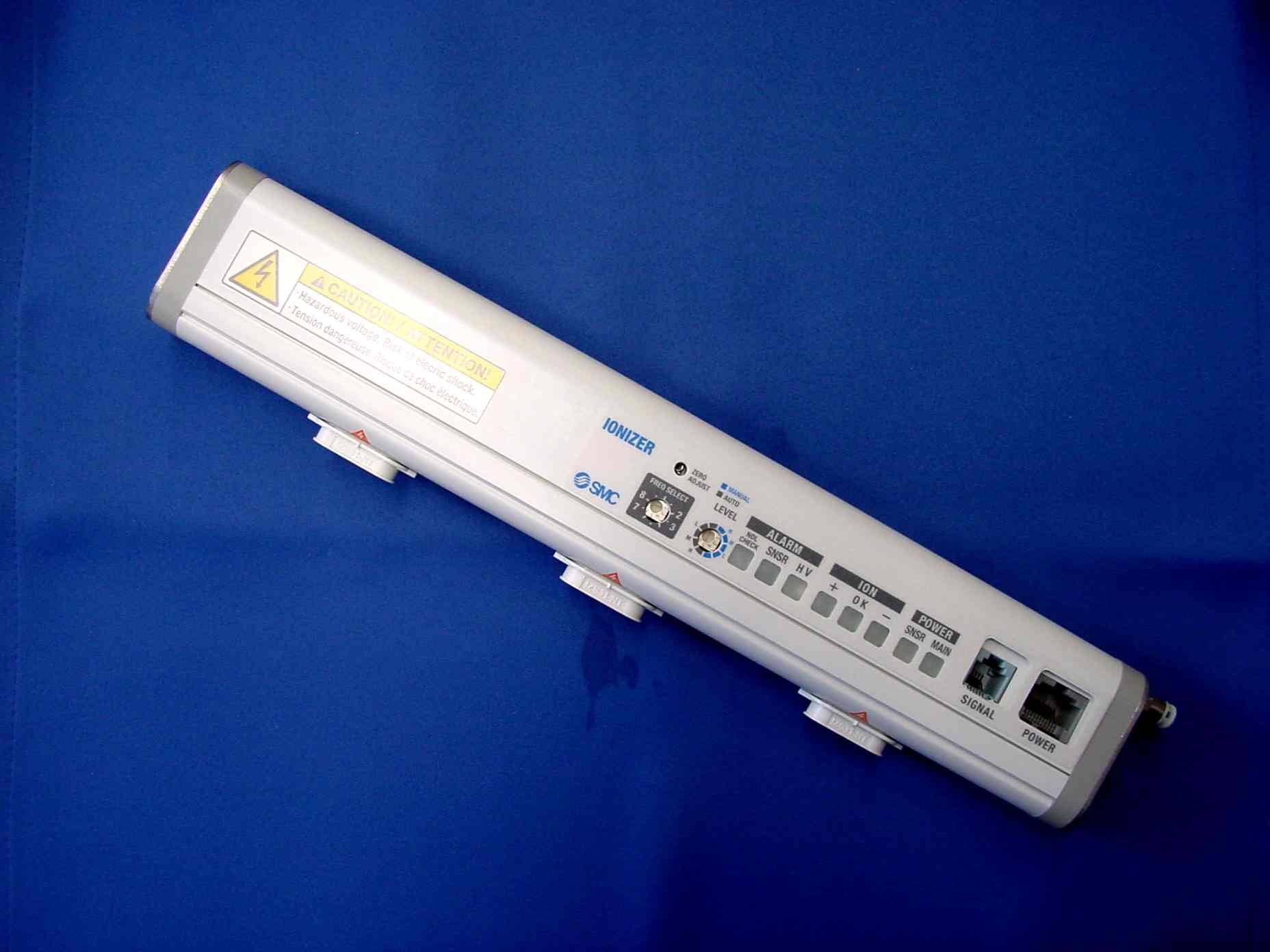
Іонізатор повітря

Іоніза́тор пові́тря, аероіоніза́тор, аероіоніфікатор — прилад для іонізації повітря, який застосовують у медицині для аероіонотерапії. Прилад наповнює повітря аероіонами. Завдяки тому, що іонізація здійснюється за допомогою електричного розряду, посилюється бактерицидна дія приладу.